# Iveco Tector
Ne doit pas être confondu avec le moteur Tector Iveco.
Le camion IVECO Tector est un modèle de type moyen-lourd tonnage, polyvalent, fabriqué par les filiales argentine Iveco Argentina et brésilienne Iveco Brazil du constructeur italien IVECO à partir de 2008. Ce modèle a été également assemblé au Vénézuéla par FIAV C.A. jusqu'en 2014.
Ce camion est spécifique au marché sud-américain qui, contrairement à l'Europe ou la gamme EuroCargo a connu sa 3e génération en 2014, conforme à la norme Euro6, en Amérique Latine, Iveco a suivi la même évolution mais a renommé la gamme. Le Tector a été étudié pour mieux répondre aux besoins des transporteurs locaux en élargissant encore la gamme EuroCargo qui est remplacée par trois modèles :
- les porteurs 4x2 IVECO Vertis pour l'entrée de gamme, 2 modèles de 9 et 13 tonnes de PTC,
- les porteurs et tracteurs Iveco Tector pour la gamme moyenne lourde,
- les porteurs et tracteurs IVECO Cavallino au Brésil ou Cursor en Argentine pour la gamme lourde.

L'Iveco Tector reprend la robuste structure du châssis de la gamme haute EuroCargo, avec une capacité de 17 à 26 tonnes. La cabine est identique à celle de l'EuroCargo 2008 dans les versions 4x2 et 6x2 mais est allongée et dispose d'un lit dans les versions 6x4, destinées aux longs courriers.
La motorisation appartient à la gamme des moteurs Tector (aussi appelée NEF) qui est à la pointe de la technique et garantit une meilleure protection de l'environnement car bien que conforme aux normes Euro5, il fonctionne au biodiesel B5, largement distribué en Argentine et au Brésil. Ce moteur est un FPT-Fiat Powertrain Technologies 6 cylindres à injection directe Common rail de 4,9 litres de cylindrée, développant 250 ch à 1 900 tr/min. 
L'Iveco Tector est décliné en version porteur et tracteur de semi-remorques. Contrairement à l'Europe où la course à la puissance supérieure à 400 ch est de règle, les pays d'Amérique latine continuent à préférer des motorisations entre 200 et 300 ch pour les ensembles routiers lourds, même pour les road-trains.
Le 18 novembre 2014, Iveco a lancé une nouvelle version d'entrée de gamme du Tector destinée à répondre à la demande d'un véhicule robuste destiné aux transporteurs ayant des marchandises volumineuses : le Tector 150E21 Economy. Construit sur la base technique des Tector, issus de la gamme EuroCargo, il est équipé du nouveau moteur FPT NEF 45 de 4.485 cm3 de cylindrée développant 206 Ch DIN et offre un PTC de 15 tonnes. Ce modèle existe en 2 versions 4x2 : porteur isolé avec un PTC de 15 tonnes ou porteur avec remorque pour un PTRA de 27 tonnes.

## Série Iveco Tector
| Modèle                       | Configuration                  | Années de production | Type moteur                                  | Cylindrée (cm3)               | Puissance (Ch DIN)      | Couple (N m)          | Empattement (mm)              | PTC/PTRA (tonnes) |
| ---------------------------- | ------------------------------ | -------------------- | -------------------------------------------- | ----------------------------- | ----------------------- | --------------------- | ----------------------------- | ----------------- |
| Gamme EuroCargo LatinAmerica | porteurs/tracteurs 4x2-6x2-6x4 | 1995 - 2010          | Fiat 8040.45/8060.45B - FPT Tector F4AE0681D | 3.907 - 5.861 - 4.500 - 5.880 | 140-177-206-210 à 2.500 | 650/720 à 1.200/2.100 | 3.610/4.100/4.735/5.095       | 15,0/27,0/40,0    |
| Tector 150E21 Attack         | porteur 4x2                    | 2013 - xx            | FPT NEF 45                                   | 4.485                         | 206 à 2.500             | 720 à 1.350/2.100     | 3.610/4.100/4.735/5.095       | 15,0/27,0         |
| Tector 170E22/25             | porteur/tracteur 4x2           | 2008 - xx            | FPT NEF 60                                   | 5.883                         | 210/250 à 2.500         | 680/950 à 1.200/1.950 | 3.690/4.185/4.815/5.175/5.670 | 17,0 - 40,0       |
| Tector 170E22/25T            | tracteur 4x2                   | 2008 - xx            | FPT NEF 60                                   | 5.883                         | 210/250 à 2.500         | 680/950 à 1.200/1.950 | 3.690                         | 40,0              |
| Tector 240E25                | porteur/tracteur 6x2           | 2008 - xx            | FPT NEF 60                                   | 5.883                         | 250 à 2.500             | 950 à 1.200/1.950     | 3.690/4.815/5.175/5.670       | 25,0 - 33,0       |
| Tector 260E25 Attack         | porteur/tracteur 6x4           | 2013 - xx            | FPT F4AEE681F                                | 5.883                         | 250 à 2.500             | 950 à 1.200/1.950     | 3.690+1.360/4.815+1.360       | 27,0 - 42,0       |
| Tector 170E28                | porteur 4x2                    | 2008 - xx            | FPT NEF 60                                   | 5.883                         | 250 à 2.500             | 950 à 1.200/1.950     | 3.690/5.175/5.670             | 17,0              |
| Tector 170E22 Attack         | porteur/tracteur 4x2           | 2013 - xx            | FPT NEF 60                                   | 5.883                         | 218 à 2.700             | 680 à 1.200/2.100     | 3.690/4.185/4.815             | 17,0 - 33,0       |
| Tector 240E28                | porteur/tracteur 6x2           | 2008 - xx            | FPT NEF 60                                   | 5.883                         | 280 à 2.500             | 950 à 1.200/1.950     | 3.690/4.815/5.175/5.670       | 23,0 - 33,0       |
| Tector 260E28                | porteur/tracteur 6x4           | 2008 - xx            | FPT NEF 60                                   | 5.883                         | 280 à 2.500             | 950 à 1.200/1.950     | 3.690/4.815                   | 23,0 - 42,0       |
| Tector 240E22 Attack         | porteur/tracteur 6x2           | 2013 - xx            | FPT NEF 60                                   | 5.883                         | 218 à 2.700             | 680 à 1.200/2.100     | 3.690/4.815                   | 23,0 - 33,0       |